# Справжній ведмедик
«Справжній ведмедик» — анімаційний фільм 1977 року Творчого об'єднання художньої мультиплікації студії Київнаукфільм, режисер — А. Кирик.

## Над мультфільмом працювали
- Режисер: Анатолій Кирик
- Автори сценарію: М. Журавльов, Н. Лень
- Композитор: Антон Муха
- Художник-постановник: О. Охримець
- Оператори: В. Антоненко, Т. Прошина
- Мультиплікатори: Елеонора Лисицька, Жан Таран, Анатолій Трифонов
- Ляльки і декорації виготовили: Анатолій Радченко, Вадим Гахун, Яків Горбаченко, В. Яковенко, А. Кислій, О. Опришко, О. Хапко, М. Вакуленко, М. Малярж
- Редактор: Володимир Гайдай
- Директор картини: Марина Гладкова